# Unterseeboot UB-128
Pour les autres navires du même nom, voir Unterseeboot 128.
L'Unterseeboot UB-128 est un sous-marin (U-Boot) allemand de type UB III utilisé par la Kaiserliche Marine pendant la Première Guerre mondiale. Il est mis en service dans la marine impériale allemande le 11 mai 1918. 
L'UB-128 s’est rendu aux Alliés à Harwich le 3 février 1919, conformément aux exigences de l’armistice avec l’Allemagne. Après être passé aux mains des Britanniques, l'UB-128 a été remorqué jusqu'à Falmouth avec cinq autres sous-marins pour être utilisé par la Royal Navy dans une série d’essais d’explosifs dans la baie de Falmouth, afin de trouver des faiblesses dans leur conception. Après son utilisation le 1er février 1921, l'UB-128 fut échoué sur Castle Beach. Vendu pour la ferraille (pour 120 £) à R. Roskelly & Rodgers le 19 avril 1921, il fut partiellement démantelé au cours des décennies suivantes, bien que certaines parties restent encore sur place.

## Conception
Comme tous les sous-marins de type UB III, l'UB-128 avait un déplacement de 512 tonnes en surface et de 643 tonnes en immersion. Ses moteurs lui permettaient de naviguer à 13,9 nœuds (25,7 km/h) en surface et à 7,6 nœuds (14,1 km/h) en immersion. Il avait un rayon d'action de 7280 milles marins (13480 km) à sa vitesse de croisière. L'UB-128 transportait 10 torpilles et était armé d’un canon de pont de 10,5 cm SK L/45. L'UB-128 avait un équipage pouvant compter jusqu’à 3 officiers et 31 hommes.

## Historique des services
L'UB-128 a été construit par AG Weser à Brême. Après un peu moins d’un an de construction, il a été lancé à Brême le 10 avril 1918. Il a été mis en service plus tard la même année sous le commandement du Kapitänleutnant Wilhelm Canaris.

## Affectations
- Flottille Mittelmeer I : du 4 septembre au 11 novembre 1918

## Commandants
- Kapitänleutnant Wilhelm Canaris[6] : du 11 mai au 29 novembre 1918

## Navires coulés
| Date         | Nom       | Nationalité | Tonnage | Destin. |
| ------------ | --------- | ----------- | ------- | ------- |
| 21 août 1918 | Champlain | France      | 7418    | Coulé   |